# 金糸雀 (tacicaの曲)
「金糸雀」（かなりや）は、tacicaの3作目の配信限定シングル。2023年4月5日にSEMELPAROUSから配信された。

## 概要
前作「ねじろ」から2年ぶりとなる配信限定シングル。
結成18周年に合わせて、デジタルリリースされた。猪狩翔一（Vo, G）は「金糸雀」について、「18回目の結成記念日に向け制作しました。当たり前の物事や日常を再び取り戻していく過程に生まれた幾つかの曲、その先頭を走って貰う事にしました」とコメントしている。

## 収録曲
1. 金糸雀 [4:45]